# Jevgenij Lalenkov
Jevgenij Alexejevič Lalenkov (rusky Евгений Алексеевич Лаленков; * 16. února 1981 Angarsk, Ruská SFSR) je bývalý ruský rychlobruslař.
V roce 1999 se poprvé zúčastnil Mistrovství světa juniorů. O tři roky později startoval na Zimních olympijských hrách 2002 (1000 m – 23. místo, 1500 m – 10. místo), poté se premiérově objevil na Mistrovství světa ve víceboji 2002 (10. místo). V sezóně 2002/2003 zvítězil v celkovém hodnocení Světového poháru v závodech na 1500 m. Zúčastnil se i ZOH 2006, kde jeho nejlepším individuálním výsledkem bylo sedmé místo v závodě na 1000 m (dále 1500 m – 23. místo, stíhací závod družstev – 5. místo). Na MS 2007 získal s ruským týmem bronz ve stíhacím závodě družstev, o rok později vybojoval stříbro na kilometrové distanci. Na Zimních olympijských hrách 2010 byl na tratích 1000 m a 1500 m shodně jedenáctý, v závodě na 500 m dosáhl 36. místa. Z MS 2012 si ze stíhacího závodu družstev přivezl bronzovou medaili. Po sezóně 2013/2014 ukončil sportovní kariéru.
Jeho matkou je rychlobruslařka Valentina Lalenkovová. Je ženatý s rychlobruslařkou Jevgenijí Lalenkovovou.